# Martin Wangler

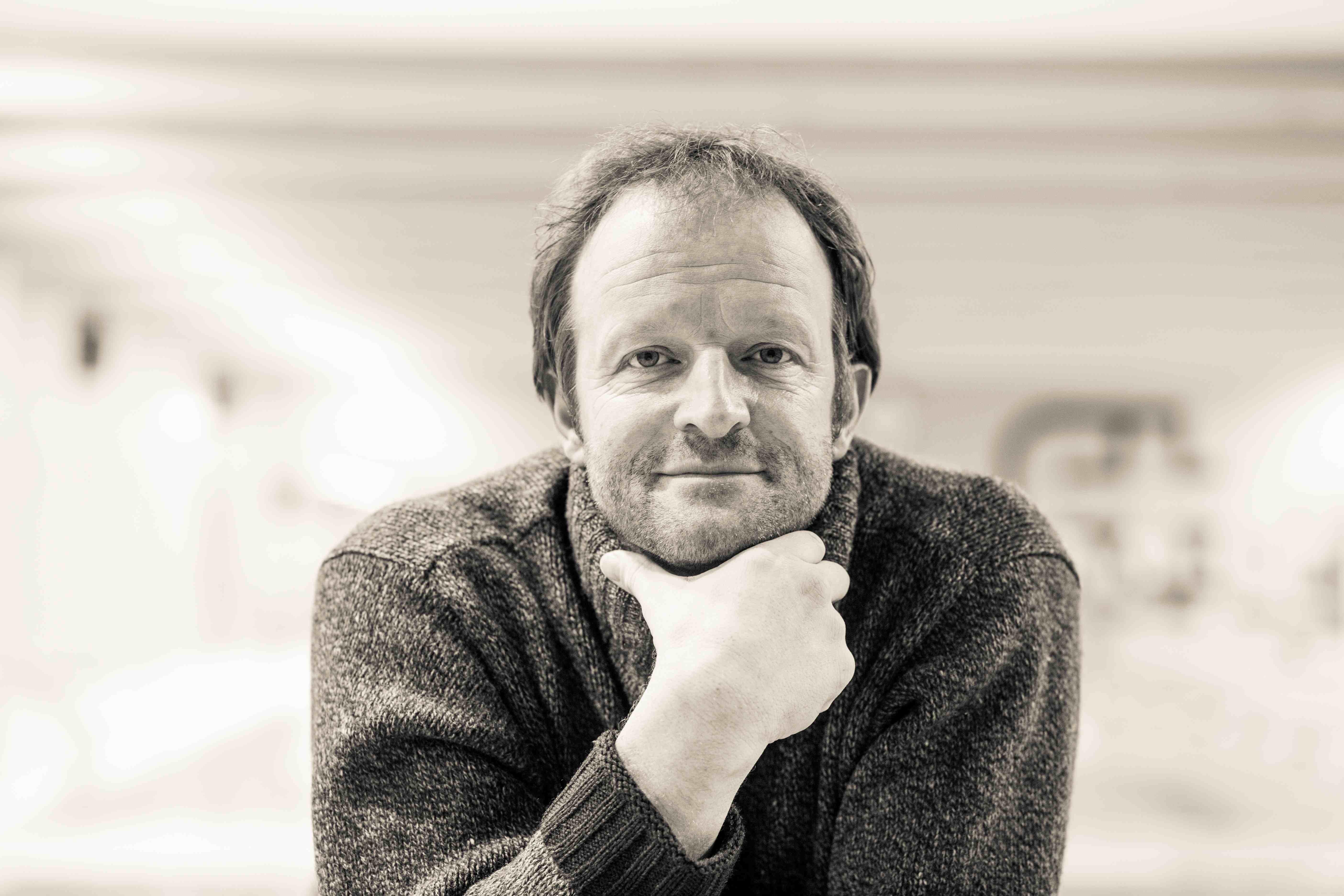
Martin Wangler

Martin Wangler (* 11. Juli 1969 in Freiburg im Breisgau) ist ein deutscher Schauspieler und Kabarettist, der vor allem durch die Rolle des „Bernd Clemens“ in der SWR-Serie Die Fallers sowie durch seine Kabarettfigur „Fidelius Waldvogel“ bekannt wurde.

## Leben
Martin Wangler wurde am 11. Juli 1969 in Freiburg im Breisgau geboren. Mit seiner Familie lebt er in Breitnau, wo er bis 1984 die Grund- und Hauptschule besuchte. Es folgte eine Ausbildung zum Zimmermann. 1991 bis 1994 machte Wangler das Abitur auf dem zweiten Bildungsweg. 1995 begann er seine Schauspielausbildung an der Hochschule „Mozarteum“ Salzburg, die er 1999 mit dem „Magister artium“ abschloss. Es folgten Engagements bei den Festspielen Salzburg, am Landestheater Innsbruck, am Staatstheater Oldenburg und bis 2003 am Stadttheater Ingolstadt.
Seit 2005 ist Wangler freier Schauspieler, Kabarettist und Musiker. In seinen Abendprogrammen, die ab 2005 erschienen, verkörpert er die Figur des Schwarzwälders „Fidelius Waldvogel“. Seit 2016 fährt er mit seiner „Fidelius Waldvogel – Heimat.tour“ im Sommer rund drei Wochen mit einem Oldtimertraktor und origineller Wanderbühne quer durch den Schwarzwald. Seit 2006 ist Wangler in der Rolle des „Bernd Clemens“ in der SWR-Schwarzwald-Serie „Die Fallers“ zu sehen. Außerdem tritt er in verschiedenen Filmprojekten und Gastrollen wie z. B. im Tatort auf.
Seit 2009 ist Wangler künstlerischer Leiter des Kleinkunstfestivals Hochschwarzwald. Er ist Initiator und Hauptbeteiligter zur Erhaltung und Verbreitung des badischen Kartenspiels Cego, für das er jährlich Cego-Kurse an der VHS Hochschwarzwald gibt. Von 2003 bis 2014 war er als Rollenspieler an der Audi-Akademie in Ingolstadt tätig und ist zudem Sprecher beim SWR-Hörfunk.
Seit 2021 ist Wangler Regional Botschafter des Ministeriums für Ernährung, Ländlichen Raum und Verbraucherschutz Baden-Württemberg. In seiner Funktion fährt er mit Traktor und Wanderbühne durch Baden-Württemberg.
Wangler verfasst außerdem regelmäßig Dialektkolummnen für die Badische Zeitung in der Rubrik „Lueginsland“.

## Kabarett
In seinen Kabarettprogrammen tritt Martin Wangler stets in seiner Mundart-Figur Fidelius Waldvogel auf. Fidelius Waldvogel ist ein bodenständiger Ur-Schwarzwälder, Bauer, Wilderer und Naturbursche, der sich mit verschiedenen Themen aus seinen Lebensbereichen musikalisch und poetisch auseinandersetzt.
Wangler arbeitet mit der Mundartrockgruppe LUDDI zusammen („Mundartrocker trifft Stubenhocker“) und mit der schwäbischen Kabarettistin Heike Sauer alias Marlies Blume („Baden meets Schwaben“ und andere).

### Bühnenprogramme
- 2005: „Breitnau calling“ ein kabarettistischer Heimatabend
- 2009: „Ein Wilderer Abend“ ein musikalisches Kabarett
- 2012: „Zwischen Himmelreich und Höllental“ Musik und Kabarett
- 2016: „Nächste Ausfahrt: Heimat!“ Kabarett von der Wanderbühne

## Filmografie
- seit 2007: Die Fallers – Die SWR Schwarzwaldserie als Bernd Clemens
- 2012: Tatort: "Spiel auf Zeit"  Rolle: Mathias Dinter, Regie: Roland Suso Richter, SWR
- 2014: Dahoam is Dahoam als Bernd Clemens[6]
- 2020: WAID Rolle: Heiner, Regie: Lorenz Piehl, giganten film

## Diskografie
- 2007: Breitnau calling
- 2010: „Ja, so fahren wir Ski!“ offizieller Song zur Junioren Ski-WM 2010
- 2015: Rehragout live
- 2016: „Dem Skisport sei Heimat“ Lied zu „125 Jahre Skifahren im Schwarzwald“
- 2022: Daheim auf Tour
- 2025: „Moos-Knodle-qwÄtscheR“ Lied für die Fasnetzunft „MoosKnodle“ aus Hinterzarten

## Hörspiele
- 2008: Mordlauf; Radio-Tatort, SWR
- 2013: einfach Märchenhaft; grimmsche Märchen alemannisch Neu, SWR
- 2015: Bierleichen; Hörspiel nach dem gleichnamigen Roman von Roland Weis, SWR
- 2024: Schneesturz – Der Fall des Königenhofs von Julia Heinecke
- 2024: Post aus Cambridge: ein Schwarzwälder Uhrenhändler in England von Klaus Gülker

## Preise
- 2009: Kleinkunstpreis Baden-Württemberg[7]
- 2012: Kultur-Grand-Prix[8]
- 2014: Schwarzwälder Hirschrufmeister[9]
- 2022: Sebastian Blaut Preis für regionale Kultur für die Altbirkle-Videos zum Advent
- 2023: Gstieß (höchster Trumpf) beim Schwarzwald Cego